# Olaz-Subiza
Olaz-Subiza en espagnol ou Olatz-Zubitza en basque est un village situé dans la municipalité de Galar dans la Communauté forale de Navarre, en Espagne. Il est doté du statut de concejo.
Olaz-Subiza est situé dans la zone linguistique mixte de Navarre.